# Râul Los Angeles

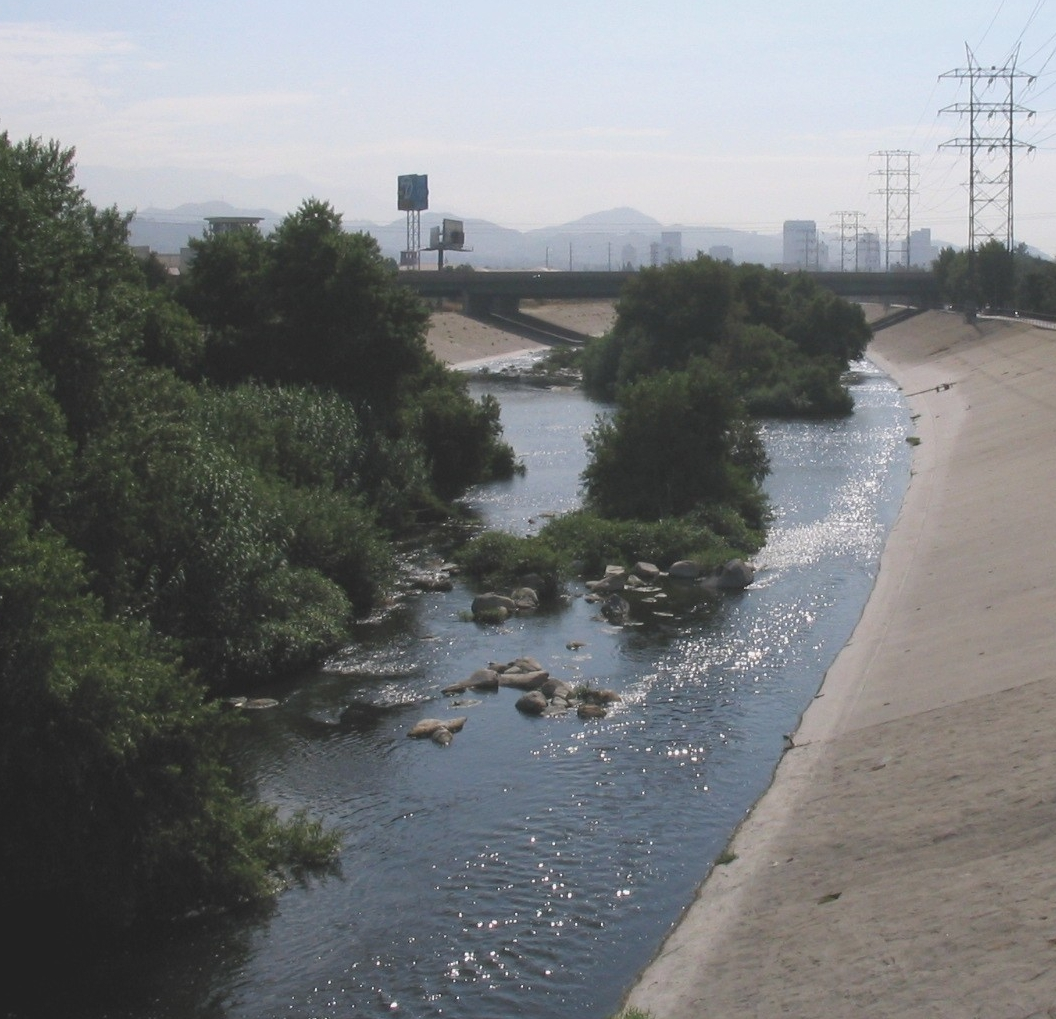
Râul Los Angeles

Râul Los Angeles (Los Angeles River) are lungimea de 82 km, fiind cel mai lung râu din comitatul Los Angeles, statul California, SUA.

## Date generale
Râul are izvorul la vest de Valea San Fernando, care este situat în nord-vestul sectorului orașului Los Angeles, California. El se varsă la Long Beach în Pacific. Tronsonul râului care traversează Los Angeles este canalizat.

## Afluenți mai importanți
Brown's Canyon Wash,  Aliso Canyon Wash,  Tujunga Wash,  Western Burbank Channel,  Verdugo Wash,  Arroyo Seco,  Rio Hondo,  Compton Creek și Bull Creek.